# Currarong
Currarong – miasto w Australii, w stanie Nowa Południowa Walia.